# Women's Senior Golf Tour 2002
De Women's Senior Golf Tour 2002 was het derde seizoen van de Women's Senior Golf Tour, dat in 2006 vernoemd werd tot de Legends Tour. Er stonden drie toernooien op de kalender.

## Kalender
| Datum | Datum | Toernooi                     | Stad                    | Winnaar        | Score | Score | Info |
| ----- | ----- | ---------------------------- | ----------------------- | -------------- | ----- | ----- | ---- |
| 16-05 | 19-05 | Fidelity Investments Classic | Plymouth, Massachusetts | Shelley Hamlin | 138   | –6    |      |
| 13-06 | 16-06 | HyVee Classic                | Des Moines, Iowa        | Lori West po   | 140   | –4    |      |
| 08-08 | 11-08 | Copps Great Lakes Classic    | Green Bay, Wisconsin    | Patty Sheehan  | 208   | –8    |      |

2000 ·
2001 ·
2002 ·
2003 ·
2004 ·
2005 ·
2006 ·
2007 ·
2008 ·
2009 ·
2010 ·
2011 ·
2012 ·
2013 ·
2014 ·
2015